# SUSE Linux Enterprise
SUSE Linux Enterprise (SLE) は、SUSEにより開発されたLinuxディストリビューションである。SLEはサーバ、メインフレーム、およびワークステーション用に設計されているが、テスト用としてデスクトップコンピュータにも同様にインストール可能である。メジャーバージョンは3-4年の間隔でリリースされるが、マイナーバージョン（"Service Pack" と呼ばれる）は約18ヶ月毎にリリースされる。SUSE Linux Enterprise ServerなどのSUSE Linux Enterprise製品は、openSUSEコミュニティ製品よりも強力なテストを受けている。このテストは、含まれるコンポーネントのうち成熟した安定版のみがテストをパスしてリリースされる企業製品となることを意図したものである。
これはSUSE Linux Enterprise Desktopや他のSUSE Linux Enterprise製品と共通のコードベースから開発されている。

## 特徴
IBMのワトソンやシリコングラフィックス (SGI) のHPC やミッションクリティカルな分野では圧倒的な実績を作っている。かつては、東、南欧諸国を始め、南米など非英語圏でのシェアは高かったが、元来、エンタープライズ分野に強いノベルによる買収以降、英語圏（米英など）での利用事例が増えた。例えばロンドン証券取引所や オフィス・デポ三菱東京UFJ銀行で採用されている。同じドイツ製品という事もあり2014年7月まで SAP の唯一、認定されチューニングされた Linux ディストリビューションである。
オープンソースでありながら、顧客ニーズを重視している事の表れとしてノベルの1部門だった時代に マイクロソフト との相互運用の提携を行った。初期のHyper-V仮想化環境における唯一の動作認定を受けたLinuxディストリビューションでもあり、SLEにはHyper-V統合サービスがあらかじめ導入されている。
堅牢性と高信頼性と併せYaSTツールによるCUIおよびGUIでのインストールと設定、管理の自動化ツールにより、コマンドラインでの管理に不慣れな管理者でも容易にセットアップを行う事ができる。YaST のパッケージマネージャー登録されていないアプリケーションは openSUSE/SLE用オープンソースソフトウェアを検索、ブラウザからダウンロードしてYaSTでインストールできる「1クリックインストール」機能がある。
SUSE Linux Enterprise Desktop (SLED) とはLibreOfficeなどのオフィスアプリケーション、マルチメディアアプリケーション、GIMPなどの画像処理ソフトウェアが搭載されない点で異なる。またxglのような3Dデスクトップも省略されている。

### YaST
YaST (Yet another Setup Tool) ツールは、CUI版のYaSTとGUI版のYaST2の2つが利用できる。SUSE Linuxシリーズにおける共通のツールであり、特徴的なツールである。
HTTPサービスやSambaと言った多くの主要なサーバ向けサービスは全て、メニュー形式のYaSTによってインストールから必要なパラメータの設定、ブート時のサービスの起動と停止を指定できる。また、サービスの起動方法、パーティションの定義、ネットワークの設定、パッケージのインストール/アンインストールと言った、管理者の作業はコマンドラインを知らなくても、メニュー形式で実行できる。
操作はCUI版はTABキーやカーソルキー、スペースキーで行い、 GUI版はマウスクリックで操作できる。

### 1クリックインストール
SLEでは、SUSE公式リポジトリ以外から提供されるパッケージのサポートは行わない。しかしopneSUSEとの共通性が強く、openSUSEのリポジトリを利用すれば、各種のオープンソースプログラムの利用が自己責任で利用できる。openSUSEのソフトウェア配信サイトから、インストールしたいオープンソースプログラムをブラウザ上でクリックするだけで、YaST2のGUIインストーラでインストールできる1クリックインストールの機能がある。

### SUSE Studio
SUSE StudioはopenSUSE/SLES用に用意された、オンラインアプライアンス作成ツールである。

### VMDP
VMDP (SUSE Linux Enterprise Virtual Machine Driver Pack) は、SLES をハイパーバイザーとした際に、完全仮想化された Windows の仮想環境上での、ディスクIO、ネットワークのパフォーマンスを向上させ、ハイパーバイザーからのシャットダウン、ポーズなどの動作を実現するための準仮想化ドライバである。
Xen の準仮想化では、ホストOS（Dom-0) とゲストOS(Dom-U) のカーネルにそれぞれパッチを当てる必要がある。Windows のようなプロプラエタリなオペレーティングシステムでは困難である。完全仮想化する必要がある。
VMDPは、Windows のブロックデバイス、ネットワーク、ホストからのシャットダウン制御を行うWindows のデバイスドライバとして、デバイスを抽象化、準仮想化させている。VMDP を搭載した SUSE Linux Xen 上の Windows は、ベアメタルに近いパフォーマンスを仮想化環境で実行できる。
SUSE Linux Enterprise 11 SP2 より KVM が公式にサポートされたため、VMDP 2.0 以降、Kernel-based Virtual Machine (KVM) 環境でも最適に動作する。これにより Windows ゲストOSを容易に Xen と KVM との間の移行が簡単となる。

#### サポートするオペレーティングシステム
- Windows Server 2012 R2
- Windows Server 2012
- Windows Server 2008 SP2
- Windows Server 2008 R2
- Windows Server 2003 SP2
- Windows 8.1
- Windows 8
- Windows 7 SP1
- Windows Vista SP2
- Windows XP SP3

## 歴史
SLEは、Joachim Schröderによりサポートされる、主要な開発者であるJosué MejíaとDavid Áreasが率いる小規模なチームにより、SUSE Linuxをベースとして開発された。SLEはIBM S/390用のバージョンとして、2000年10月31日に最初にリリースされた。2000年12月、最初の企業クライアント (Telia) が公開された。最初のx86用SLEが2001年8月にリリースされた。
SLES version 9が2004年8月にリリースされ、Service Pack 4は2007年12月にリリースされた。SLES version 9はIBM、HP、サン・マイクロシステムズ、デル、SGI、レノボ、およびフジツー・シーメンス・コンピューターズなどのハードウェアベンダーによりサポートされている。
SUSE Linux Enterprise 10が2006年7月にリリースされ、メジャーなハードウェアベンダーもこれをサポートした。Service Pack 4は2011年8月にリリースされた。SLE 10は、ノベルの企業ユース向けデスクトップディストリビューションであるSUSE Linux Enterprise Desktop 10や、他のSUSE Linux Enterprise製品と同じコードベースを共有する。
SUSE Linux Enterprise 11が2009年3月24日にリリースされた。これにはLinuxカーネル 2.6.27、OCFS2、サーバとストレージクラスタリング間のためのOpenAISクラスタコミュニケーションプロトコルのサポート、およびMono 2.0が含まれた。SLE 11 SP1（2010年5月にリリース）はカーネルバージョンを2.6.32としてリベースされた。カーネルバージョン3.0.10をベースとしたSLE 11 SP2が2012年2月にリリースされた。SLE 11 SP2にはデルのサーバのためのConsistent Network Device Naming機能が含まれた。
IBMのワトソンはSLESを使ったIBMのPOWER7システムであった。
SUSE Linux Enterprise 12のベータ版が2014年2月25日から利用可能となり、最終版は2014年10月27日にリリースされた。SLE 12 SP1は2015年12月18日にリリースされた。SP1にはDocker、シボレス、ネットワークチーミング、およびJeOSイメージが追加された。SP2は2016年11月11日にリリースされた。

## サポート終了までのスケジュール
| SLEのバージョン                      | リリース日 | 一般的な終了日 | LTSS終了日 |
| ------------------------------------ | ---------- | -------------- | ---------- |
| first                                | 2000-10-31 | ?              | N/A        |
| 7                                    | 2001-10-13 | ?              | N/A        |
| 8                                    | 2002-10-01 | 2007-12-30     | 2009-12-30 |
| 9                                    | 2004-08-03 | 2011-08-31     | 2014-08-01 |
| 10                                   | 2006-06-17 | 2013-07-31     | 2016-07-30 |
| 11                                   | 2009-03-24 | 2019-03-31     | 2022-03-31 |
| 12                                   | 2014-10-27 | 2024-10-31     | 2027-10-31 |
| 15                                   | 2018-07-16 | 2028-07-31     | 2031-07-31 |
| サポート終了サポート中現行バージョン |            |                |            |

## バージョン履歴
日付はSUSE Linux Enterpriseのバージョンのリリース日である。
- SuSE Linux Enterprise Server
  - S/390用、2000年10月31日
  - SPARC用、2001年4月
  - IA-32用、2001年4月 [30]
- SUSE Linux Enterprise Server 7（初めての場合、全てのアーキテクチャ間の共通コードベース (IA32、Itanium、iSeriesやpSeries、S/390や31ビットzSeries、64ビットzSeries) ）
  - 最初のリリース、2001年10月13日
- SUSE Linux Enterprise Server 8[31]
  - 最初のリリース、2002年10月
  - SP1
  - SP2
  - SP2a
  - SP3
  - SP4
- SUSE Linux Enterprise Server 9
  - 最初のリリース、2004年8月3日
  - SP1, 2005-01-19
  - SP2, 2005-07-07
  - SP3, 2005-12-22
  - SP4, 2007-12-12
- SUSE Linux Enterprise Server 10
  - 最初のリリース、2006年6月17日
  - SP1, 2007-06-18
  - SP2, 2008-05-19
  - SP3, 2009-10-12
  - SP4, 2011-04-12
- SUSE Linux Enterprise 11
  - 最初のリリース、2009年3月24日
  - SP1, 2010-06-02
  - SP2, 2012-02-15
  - SP3, 2013-07-01
  - SP4, 2015-07-16
- SUSE Linux Enterprise 12
  - 最初のリリース、 2014年10月27日[32]
  - SP1,  2016-01-12[33]
  - SP2,  2016-11-11[25]
  - SP3,  2017-08-30[34]
  - SP4,  2018-12-11[35]
  - SP5,  2019-12-09[36]
- SUSE Linux Enterprise 15
  - 最初のリリース、 2018年07月19日[37]
  - SP1,  2019-05-13[38]
  - SP2,  2020-06-09[39]
  - SP3,  2021-06-23[40]
  - SP4,  2022-06-25[41]
  - SP5,  2023-06-20[42]
  - SP6,  2024-06-27[43]

## ハイパーバイザカーネルのサポート
SLES 10:
- Xen 3.2

SLE 11 SP1:
- Xen 4.0
- QEMU 0.12とのKVM

SLE 11 SP2:
- Xen 4.1
- QEMU 0.15とのKVM

## バリエーション
SUSE Linux Enterpriseには汎用版以外に次のバリエーション・ソリューションがある
- SUSE Linux Enterprise Server for System z／LinuxONE
- SUSE Linux Enterprise High Availability Extension
- SUSE Linux Enterprise High Performance Computing
- SUSE Linux Enterprise Point of Service
- SUSE Linux Enterprise Real Time Extension
- SUSE Linux Enterprise Server for SAP Applications
- SUSE Linux Enterprise Server for Raspberry Pi
- SUSE Linux Enterprise Server for ARM
- SUSE Linux Enterprise Workstation Extension
- Geo Clustering for SUSE Linux Enterprise High Availability Extension

## 派生版
- Open Enterprise Server